# Jet d'Eau

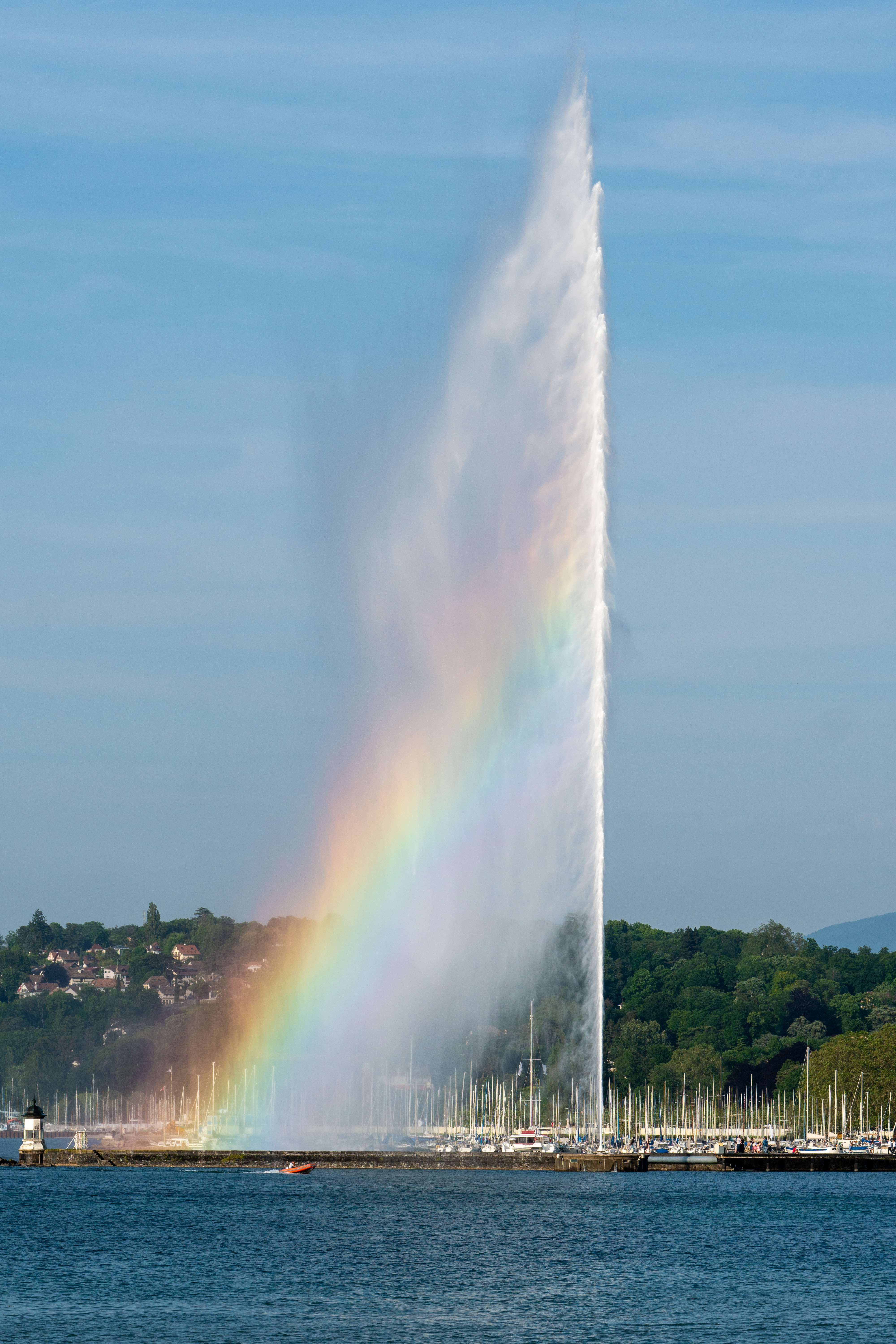
A fonte Jet d'Eau.

O Jet d'Eau () é uma grande fonte em Genebra, na Suíça, acessível a partir do quai Gustave Ador . É um dos mais famosos marcos da cidade, sendo apresentado no site oficial de turismo da cidade na web e no logotipo oficial de Genebra de hospedagem de 2008 UEFA Championships. É também uma das maiores fontes do mundo.
Situado na rade de Genebra, no ponto onde termina o lago de Genebra  e recomeça o rio Ródano, é visível em toda a cidade e do ar, mesmo quando voando sobre Genebra a uma altitude de 10 quilómetros (33.000 pés).

## Valores
Quinhentos litros (500 litros) de água por segundo são jorrados a uma altitude de 140 metros (459 pés) por duas bombas de 500 kW, operando com 2.400 V, consumindo mais de um megawatt de eletricidade.-  -  A água sai do bico a uma velocidade de 200 km / h (124 mph). Quando estiver em operação, em determinado momento, existem cerca de 7.000 litros (1849 galões) de água no ar. Visitantes desavisados à fonte, que pode ser alcançado através de um cais de pedra na margem esquerda do lago, pode se surpreender ao encontrar-se encharcado depois de uma ligeira alteração na direcção do vento.

## História

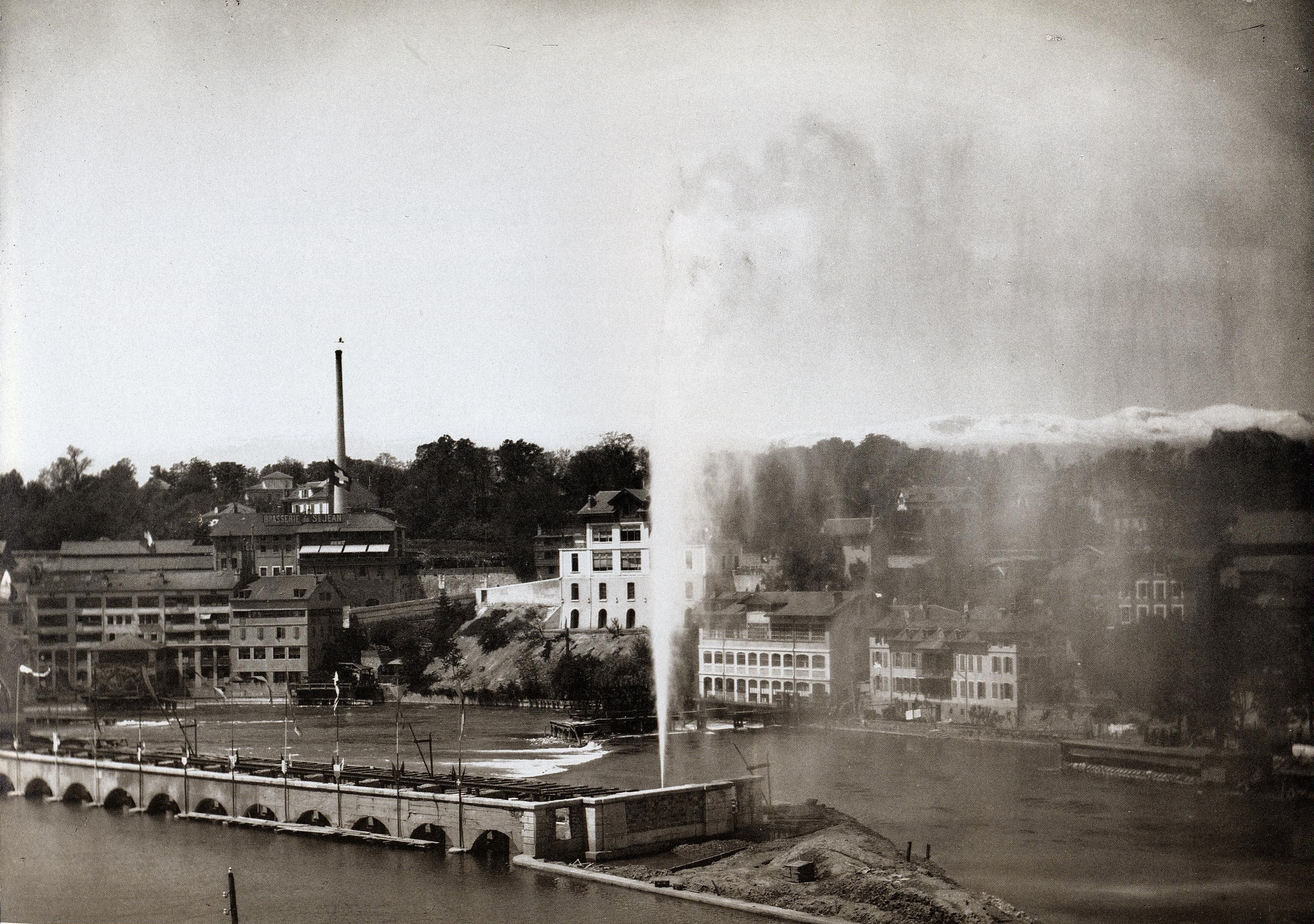
A primeira Jet d'Eau, por volta de 1886.

O primeiro Jet d'Eau foi instalado em 1886 no Edifício das Forças Motrizes, antiga Fábrica da Coulouvrenière, um pouco mais a jusante da sua localização actual. Foi utilizado como uma válvula de segurança para uma rede energia hidráulica , podendo atingir uma altura de cerca de 30 metros (98 pés). Em 1891, o seu valor estético foi reconhecida e foi movida para sua posição atual para comemorar o Festival de Ginástica Federal e do 600º aniversário da Suíça, ocasião em que ele foi operado pela primeira vez. Sua altura máxima foi de cerca de 90 metros (295 pés). O presente Jet d'Eau foi instalado em 1951 em uma estação de bombeamento parcialmente submerso a bomba de água do lago, em vez de água da cidade.
Desde 2003, o chafariz operou durante o dia todo o ano, salvo em caso de geada e vento forte 

## Imagens

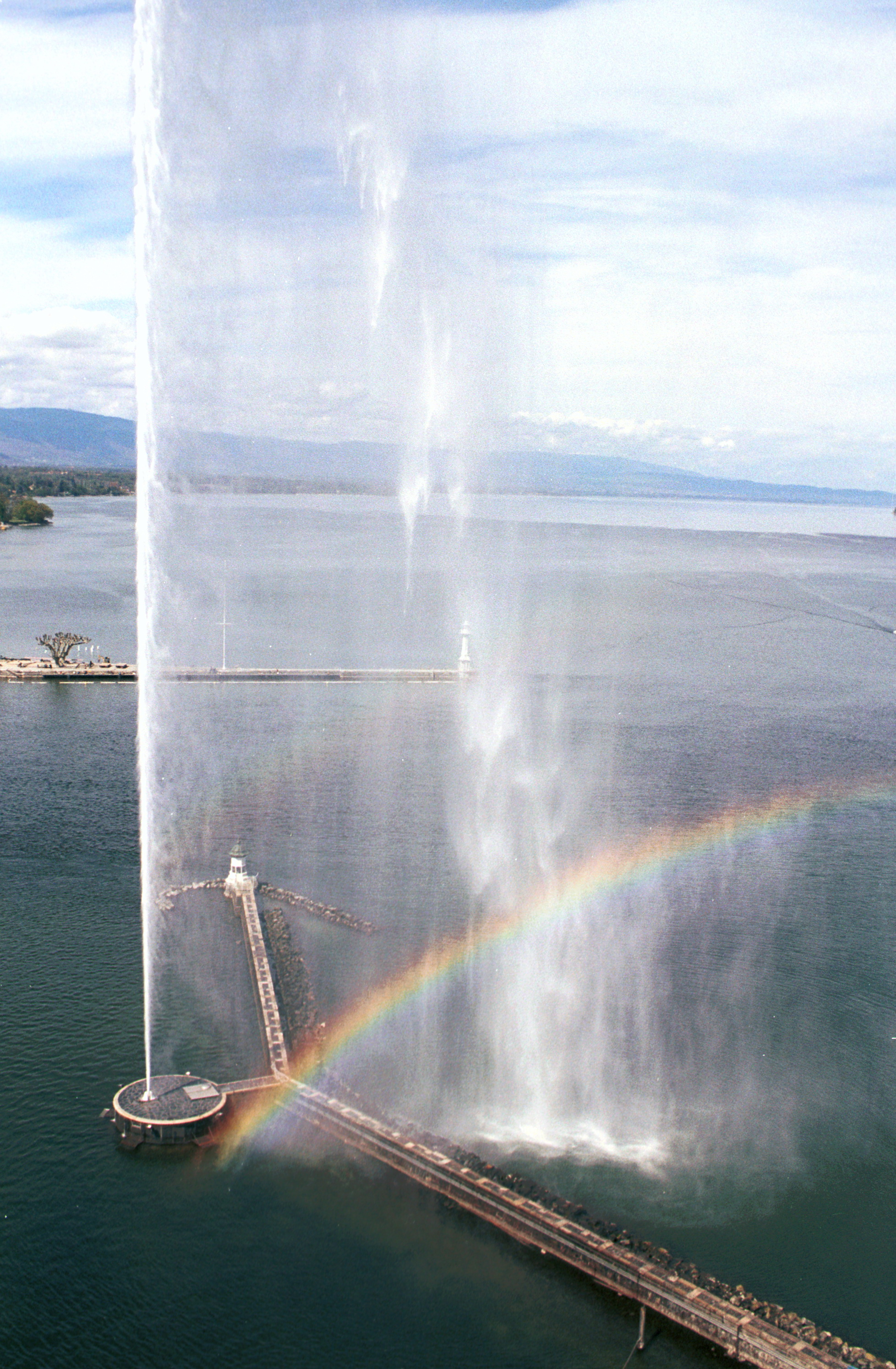
Vista aérea
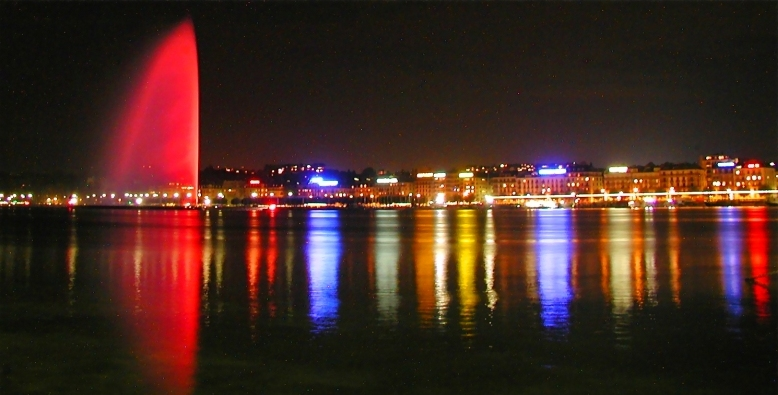
Jet d'Eau iluminado
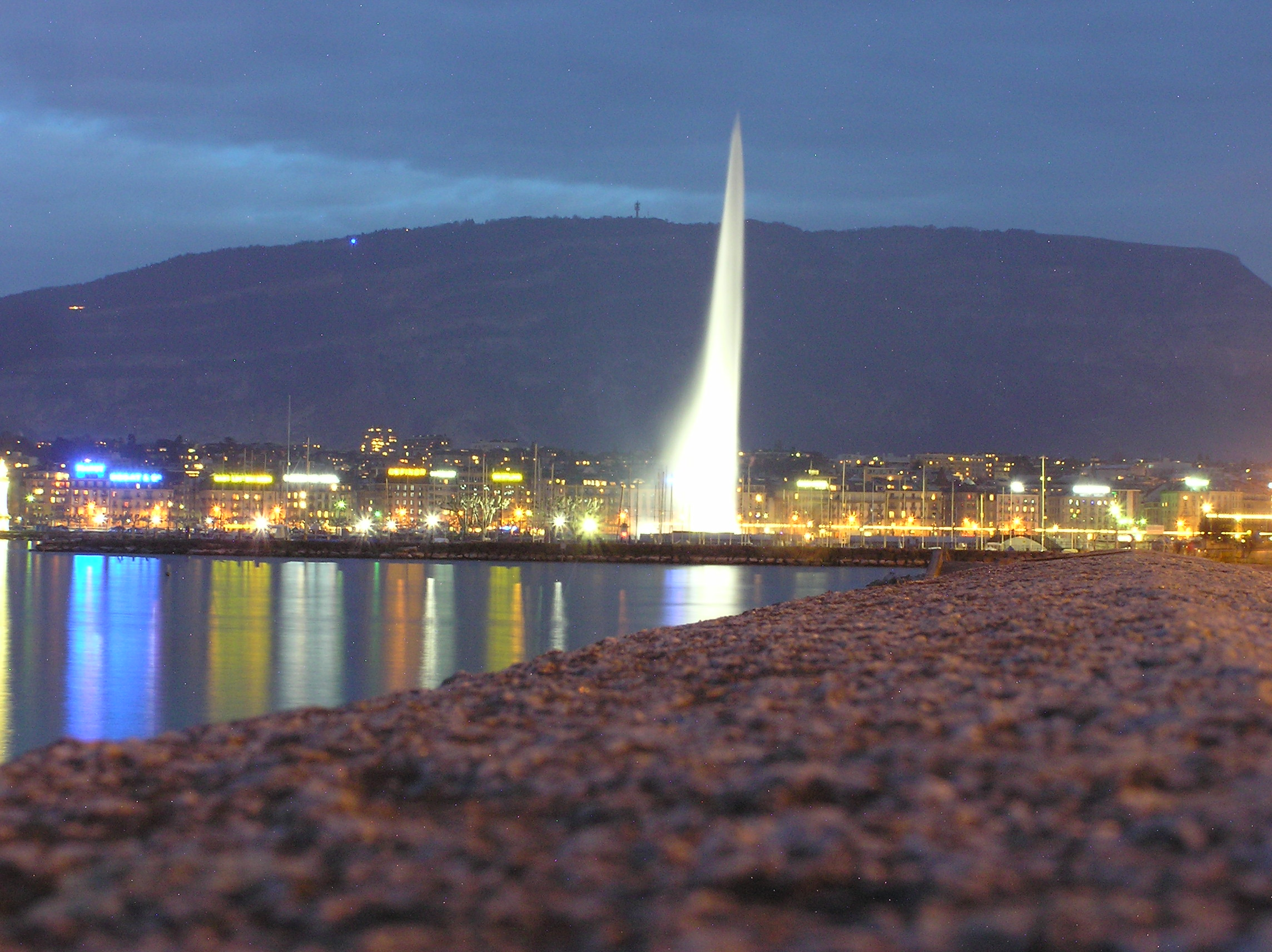
Jet d'Eau antes do anoitecer